# Labastide-Chalosse
Labastide-Chalosse település Franciaországban, Landes megyében. Lakosainak száma 168 fő (2022. január 1.). Labastide-Chalosse Argelos, Hagetmau, Lacrabe és Momuy községekkel határos.

## Népesség
A település népességének változása:
| Lakosok száma | 135  | 138  | 138  | 122  | 142  | 150  | 150  | 157  | 160  | 168  |
|               | 1968 | 1982 | 1990 | 2006 | 2013 | 2015 | 2017 | 2019 | 2020 | 2022 |